# Lovelyz
Lovelyz (koreanisch 러블리즈) ist eine südkoreanische Girlgroup der dritten K-Pop-Generation, die 2014 von Woollim Entertainment gegründet wurde. Die Gruppe debütierte offiziell am 17. November 2014 mit dem Album Girls’ Invasion. Der offizielle Fanclub-Name lautet: „Lovelinus“.

## Geschichte

### 2014: Debüt mitGirls’ Invasion
Im Oktober 2014 gab Woollim Entertainment die Gründung einer neuen Girlgroup bekannt. Baby Soul, Jin, Minjoo und Jiae wurden dabei als erste Mitglieder genannt. Alle vier hatten bereits vorher Solo-Projekte veröffentlicht und mit der Boygroup Infinite zusammen gearbeitet, die ebenfalls bei Woollim Entertainment unter Vertrag steht.
Am 10. November veröffentlichten Lovelyz die Vorab-Single Good Night Like Yesterday. Am 12. November wurden schließlich alle acht Mitglieder vorgestellt und am nächsten Tag trat die Gruppe zum ersten Mal bei der Musikshow „M Countdown“ auf. Am 17. November erschien die Debüt-Single Candy Jelly Love zusammen mit dem Album Girls’ Invasion.
Kurz vor dem Debüt der Gruppe wurde bekannt, dass Jisoo aus persönlichen Gründen vorerst nicht an den Gruppenaktivitäten teilnehmen werde. Gründe für Jisoos Auszeit waren, neben weiteren Anschuldigungen, Gerüchte über ihre sexuelle Orientierung und sexuelle Belästigung, die von ihr begangen worden sei. Die Vorwürfe erwiesen sich später als falsch, aber die polizeilichen Untersuchungen dauerten an, sodass Jisoo ihre Auszeit erst 2015 beenden konnte.

### 2015:Hi~undLovelyz8
Am 3. März 2015 wurde das Album Girls’ Invasion unter dem Namen Hi~ zusammen mit der gleichnamigen Single wiederveröffentlicht.
Am 27. August gab Woollim Entertainment bekannt, dass Lovelyz mit Lovelyz8 zurückkehren würden. Weiterhin wurde die Rückkehr von Jisoo für das nächste Comeback bestätigt.
Am 14. September veröffentlichte die Gruppe die Vorab-Single Shooting Star (작별하나). Am 1. Oktober erschien das Mini-Album Lovelyz8 zusammen mit der Single Ahh-Choo.
Am 7. Dezember erschien das Single-Album Lovelinus und die Single For You (그대에게). „Lovelinus“ wurde als offizieller Fanclub-Name festgelegt (Lovelinus steht für „Lovelyz In Us“).

### 2016–2017:A New Trilogy, erstes Konzert und neues Studioalbum
Am 25. April 2016 erschien das zweite Mini-Album A New Trilogy zusammen mit der Single Destiny (나의 지구).
Ende November wurde bekannt gegeben, dass Lovelyz im Januar 2017 ihr erstes Solokonzert geben würden. Als Termin nannte man den 13. bis 15. Januar.
Am 27. Februar 2017 erschien das zweite Studioalbum R U Ready? und die Single WoW!. R U Ready? wurde am 2. Mai unter dem Namen Now, We zusammen mit der gleichnamigen Single wiederveröffentlicht. Now, We wurde das erste Nummer-eins-Album der Gruppe.
Am 14. November erschien das dritte Mini-Album Fall in Lovelyz zusammen mit der Single Twinkle (종소리).

### 2018:HealundMuse on Music
Am 23. April 2018 erschien das vierte Mini-Album Heal zusammen mit der Single That Day (그날의 너).
Am 1. Juli veröffentlichten Lovelyz die digitale Single Wag-zak (여름 한 조각). Die Gruppe wird die Single ohne Jin promoten, die aus gesundheitlichen Gründen bis auf Weiteres ausfällt.
Die Gruppe veröffentlichte am 11. September das Kompilationsalbum Muse on Music. Das Album enthält 33 Instrumentalversionen von bisher veröffentlichten Liedern auf drei CDs. Lovelyz sind damit die erste K-Pop Girlgroup, die ein solches Album veröffentlicht hat.
Am 26. November erschien das fünfte Mini-Album Sanctuary zusammen mit der Single Lost N Found (찾아가세요).

## Mitglieder
| Bild | Name                 | Geburtsname             | Geburtstag (Alter)      | Geburtsort | Position                    |
| ---- | -------------------- | ----------------------- | ----------------------- | ---------- | --------------------------- |
|      | Baby Soul 베이비소울 | Lee Soo-jung 이수정     | 6. Juli 1992 (32)       | Gwangju    | Team leader Main Vocal, Rap |
|      | Jiae 지애            | Yoo Ji-ae 유지애        | 21. Mai 1993 (31)       | Seoul      | Vocal, Rap                  |
|      | Jisoo 지수           | Seo Ji-soo 서지수       | 11. Februar 1994 (31)   | Incheon    | Vocal, Main Dance, Rap      |
|      | Mijoo 미주           | Lee Mi-joo a 이미주     | 23. September 1994 (30) | Okcheon    | Vocal, Main Dance           |
|      | Kei 케이             | Kim Jiyeon 김지연       | 20. März 1995 (30)      | Incheon    | Main Vocal, Lead Dance      |
|      | Jin 진               | Park Myung-eun b 박명은 | 12. Juni 1996 (28)      | Busan      | Main Vocal                  |
|      | Sujeong 수정         | Ryu Soo-jeong 류수정    | 19. November 1997 (27)  | Daejeon    | Lead Vocal                  |
|      | Yein 예인            | Jung Ye-in 정예인       | 4. Juni 1998 (26)       | Incheon    | Vocal, Lead Dance           |

## Diskografie

### Studioalben
| Jahr | Titel Musiklabel                                          | Höchstplatzierung, Gesamtwochen, AuszeichnungChartplatzierungen (Jahr, Titel, Musiklabel, Platzierungen, Wochen, Auszeichnungen, Anmerkungen) | Höchstplatzierung, Gesamtwochen, AuszeichnungChartplatzierungen (Jahr, Titel, Musiklabel, Platzierungen, Wochen, Auszeichnungen, Anmerkungen) | Anmerkungen                             |
| Jahr | Titel Musiklabel                                          | KR | JP | Anmerkungen                             |
| ---- | --------------------------------------------------------- | --- | --- | --------------------------------------- |
| 2014 | Girls’ Invasion Woollim Entertainment, LOEN Entertainment | KR7 (35 Wo.)KR | — | Erstveröffentlichung: 17. November 2014 |
| 2015 | Hi~ a Woollim Entertainment, LOEN Entertainment           | KR4 (43 Wo.)KR | — | Erstveröffentlichung: 3. März 2015      |
| 2017 | R U Ready? Woollim Entertainment, CJ E&M                  | KR2 (7 Wo.)KR | JP44 (1 Wo.)JP | Erstveröffentlichung: 27. Februar 2017  |
| 2017 | Now, We (지금, 우리) b Woollim Entertainment, CJ E&M      | KR1 (5 Wo.)KR | — | Erstveröffentlichung: 2. Mai 2017       |

### Kompilationen
| Jahr | Titel Musiklabel                             | Höchstplatzierung, Gesamtwochen, AuszeichnungChartsChartplatzierungen (Jahr, Titel, Musiklabel, Platzierungen, Wochen, Auszeichnungen, Anmerkungen) | Anmerkungen                              |
| Jahr | Titel Musiklabel                             | KR | Anmerkungen                              |
| ---- | -------------------------------------------- | --- | ---------------------------------------- |
| 2018 | Muse on Music Woollim Entertainment, Kakao M | KR9 (1 Wo.)KR | Erstveröffentlichung: 11. September 2018 |

### Livealben
| Jahr | Titel Musiklabel                                                     | Höchstplatzierung, Gesamtwochen, AuszeichnungChartsChartplatzierungen (Jahr, Titel, Musiklabel, Platzierungen, Wochen, Auszeichnungen, Anmerkungen) | Anmerkungen                            |
| Jahr | Titel Musiklabel                                                     | KR | Anmerkungen                            |
| ---- | -------------------------------------------------------------------- | --- | -------------------------------------- |
| 2017 | Lovelyz Summer Concert [Alwayz] Woollim Entertainment, CJ E&M        | — | Erstveröffentlichung: 25. Januar 2018  |
| 2018 | Lovelyz in Winterland 2 Woollim Entertainment, Kakao M               | — | Erstveröffentlichung: 16. Oktober 2018 |
| 2019 | Lovelyz in Winterland 3 Woollim Entertainment, Stone Music           | — | Erstveröffentlichung: 6. August 2019   |
| 2020 | Lovelyz Summer Concert [Alwayz 2] Woollim Entertainment, Stone Music | — | Erstveröffentlichung: 6. März 2020     |

### EPs
| Jahr | Titel Musiklabel                                        | Höchstplatzierung, Gesamtwochen, AuszeichnungChartplatzierungen (Jahr, Titel, Musiklabel, Platzierungen, Wochen, Auszeichnungen, Anmerkungen) | Höchstplatzierung, Gesamtwochen, AuszeichnungChartplatzierungen (Jahr, Titel, Musiklabel, Platzierungen, Wochen, Auszeichnungen, Anmerkungen) | Anmerkungen                              |
| Jahr | Titel Musiklabel                                        | KR | JP | Anmerkungen                              |
| ---- | ------------------------------------------------------- | --- | --- | ---------------------------------------- |
| 2015 | Lovelyz8 Woollim Entertainment, LOEN Entertainment      | KR2 (32 Wo.)KR | — | Erstveröffentlichung: 30. September 2015 |
| 2016 | A New Trilogy Woollim Entertainment, LOEN Entertainment | KR5 (14 Wo.)KR | — | Erstveröffentlichung: 25. April 2016     |
| 2017 | Fall in Lovelyz Woollim Entertainment, CJ E&M           | KR4 (6 Wo.)KR | — | Erstveröffentlichung: 14. November 2017  |
| 2018 | Heal Woollim Entertainment, Kakao M                     | KR2 (7 Wo.)KR | JP33 (3 Wo.)JP | Erstveröffentlichung: 23. April 2018     |
| 2018 | Sanctuary Woollim Entertainment, Kakao M                | KR8 (5 Wo.)KR | JP26 (3 Wo.)JP | Erstveröffentlichung: 26. November 2018  |
| 2019 | Once Upon a Time Woollim Entertainment, Kakao M         | KR6 (8 Wo.)KR | JP25 (1 Wo.)JP | Erstveröffentlichung: 20. Mai 2019       |
| 2020 | Unforgettable Woollim Entertainment, Kakao M            | KR5 (8 Wo.)KR | — | Erstveröffentlichung: 1. September 2020  |

### Single-Alben
| Jahr | Titel Musiklabel                                    | Höchstplatzierung, Gesamtwochen, AuszeichnungChartsChartplatzierungen (Jahr, Titel, Musiklabel, Platzierungen, Wochen, Auszeichnungen, Anmerkungen) | Anmerkungen                            |
| Jahr | Titel Musiklabel                                    | KR | Anmerkungen                            |
| ---- | --------------------------------------------------- | --- | -------------------------------------- |
| 2015 | Lovelinus Woollim Entertainment, LOEN Entertainment | KR6 (20 Wo.)KR | Erstveröffentlichung: 7. Dezember 2015 |

### Singles
| Jahr | Titel Album                                                    | Höchstplatzierung, Gesamtwochen, AuszeichnungChartsChartplatzierungen (Jahr, Titel, Album, Platzierungen, Wochen, Auszeichnungen, Anmerkungen) | Anmerkungen                             |
| Jahr | Titel Album                                                    | KR | Anmerkungen                             |
| ---- | -------------------------------------------------------------- | --- | --------------------------------------- |
| 2014 | Candy Jelly Love Girls’ Invasion                               | KR47 (1 Wo.)KR | Verkäufe: + 32.660                      |
| 2014 | Hi~ (안녕) Hi~                                                 | KR22 (13 Wo.)KR | Verkäufe: + 305.481                     |
| 2015 | Ah-Choo Lovelyz8                                               | KR27 (37 Wo.)KR | Verkäufe: + 1.186.046                   |
| 2015 | For You (그대에게) Lovelinus                                   | KR32 (2 Wo.)KR | Verkäufe: + 127.030                     |
| 2016 | Destiny (나의 지구) A New Trilogy                              | KR7 (5 Wo.)KR | Verkäufe: + 233.639                     |
| 2017 | WoW! R U Ready?                                                | KR12 (5 Wo.)KR | Verkäufe: + 111.775                     |
| 2017 | Now, We (지금, 우리) Now, We                                   | KR23 (5 Wo.)KR | Verkäufe: + 140.404                     |
| 2017 | Twinkle (종소리) Fall in Lovelyz                               | KR41 (3 Wo.)KR | Verkäufe: + 65.185                      |
| 2018 | That Day (그날의 너) Heal                                      | KR42 (2 Wo.)KR | Erstveröffentlichung: 23. April 2018    |
| 2018 | Wag-zak (여름 한 조각) –                                       | KR95 (1 Wo.)KR | Erstveröffentlichung: 1. Juli 2018      |
| 2018 | Lost N Found (찾아가세요) Sanctuary                            | KR71 (1 Wo.)KR | Erstveröffentlichung: 26. November 2018 |
| 2019 | Beautiful Days (그 시절 우리가 사랑했던 우리) Once Upon a Time | KR92 (1 Wo.)KR | Erstveröffentlichung: 20. Mai 2019      |
| 2020 | Obliviate Unforgettable                                        | KR93 (2 Wo.)KR | Erstveröffentlichung: 1. September 2020 |
| 2024 | November (닿으면, 너) –                                        | — | Erstveröffentlichung: 2024              |
| 2024 | Dear –                                                         | — | Erstveröffentlichung: 2024              |

## Auszeichnungen

### Preisverleihungen
2015
- Korea Culture & Entertainment Awards - K-POP Top 10 Artists

2019
- Asia Model Awards – Popular Star Award[25]
- Soribada Best K-Music Awards – New Korean Wave Artist Award[26]

### Musikshows
| Jahr | Datum        | Titel     |
| ---- | ------------ | --------- |
| 2017 | 16. Mai      | Now, We   |
| 2017 | 28. November | Twinkle   |
| 2018 | 1. Mai       | That Day  |
| 2020 | 8. September | Obliviate |